# カナディアン・ベースボール・リーグ
カナディアン・ベースボール・リーグ（Canadian Baseball League）は、2003年に発足し、カナダで初めてのプロ野球リーグとなった独立リーグ。
期待とは裏腹にリーグは同年7月限りで打ち切られている（後述）。

## 概説
隣国アメリカのメジャーリーグに所属するチームはあるものの、カナダには野球のトップリーグはなく、多くのファンの「カナダにも野球リーグを」という声に後押しされる形で、2003年に結成された。
コミッショナーはメジャーリーグで活躍し、カナダ野球殿堂入りを果たしたファーガソン・ジェンキンスが務めた。
東西の2地区に4球団ずつが所属した。

### シーズン途中での打ち切り
2003年5月21日に開幕したCBLだったが、オールスターの行われた7月23日で打ち切り、リーグは2ヶ月足らずで解散する事態となった。
観客動員数に苦しんだのがその理由で、特にトロアリヴィエールやナイアガラのフランチャイズは1試合平均200人を切る惨憺たる状況だったことに加えて、8つのチームうち最大の都市であるモントリオールで球場を確保できず、ロードチームとして戦うことを余儀なくされたのが観客数に苦しむ原因となった。

## 試合システム
- 1チームに必ず5人以上カナダ人がいることが条件。
- 5～9月の毎週木～日曜日に試合を開催し、オールスター戦を挟んだ前半戦・後半戦を戦い、年間チャンピオンを争う。

## 加盟チーム
チーム成績は2003年の成績。
| 地区   | チーム                       | 英名                  | 成績     | 本拠地                                 |
| ------ | ---------------------------- | --------------------- | -------- | -------------------------------------- |
| 西地区 | カルガリー・アウトローズ     | Calgary Outlaws       | 24勝13敗 | アルバータ州カルガリー                 |
| 西地区 | サスカトゥーン・レジェンズ   | Saskatoon Legends     | 22勝15敗 | サスカチュワン州サスカトゥーン         |
| 西地区 | ケロウナ・ヒート             | Kelowna Heat          | 18勝19敗 | ブリティッシュコロンビア州ケロウナ     |
| 西地区 | ヴィクトリア・キャピタルズ   | Victoria Capitals     | 13勝22敗 | ブリティッシュコロンビア州ヴィクトリア |
| 東地区 | ロンドン・モナークス         | London Monarchs       | 20勝13敗 | オンタリオ州ロンドン                   |
| 東地区 | ナイアガラ・スターズ         | Niagara Stars         | 15勝15敗 | オンタリオ州ウェランド                 |
| 東地区 | トロワリヴィエール・セインツ | Trois-Rivières Saints | 14勝17敗 | ケベック州トロワリヴィエール           |
| 東地区 | モントリオール・ロイヤルズ   | Montreal Royales      | 10勝22敗 | ケベック州モントリオール               |

## 日本人選手
2002年10月に行われたトライアウトに合格し、CBLのチームでプレイした日本人も数多くいる。
投手
- 柴田一郎（ロンドン・モナークス、リーグ打ち切り時で10セーブポイント）
- 部坂俊之（ヴィクトリア・キャピタルズ）[1]
- 真木将樹（カウガリー・アウトローズ、リーグ打ち切り時で4勝）
- 島内博史（トロワリヴィエール・セインツ）

内野手
- 奥田大（ケロウナ・ヒート）
- 佐々木慎一（ロンドン・モナークス）
- 三好貴士（ロンドン・モナークス）

外野手
- 根鈴雄次（ロンドン・モナークス、リーグ打ち切り時で打率.397でリーグ3位）
- 清水広貴（サスカトゥーン・レジェンズ）